# Gondolattérkép
A gondolattérképezés (angolul mind mapping) egy vizuális kommunikációs technika, amely az emberi gondolkodás sajátosságaihoz illeszkedve jobb feldolgozást (megértést, meg- és lejegyzést) tesz lehetővé, mint a hagyományos módszerek. A gondolattérkép (mind map) olyan tanulást és gondolkodást hatékonyabbá tevő módszer, amely az agy kapacitásának jobb kihasználásán alapul.[forrás?]  A módszer bevezetése Tony Buzan nevéhez fűződik, aki pedagógiai kutatásai során találta rendkívül hatékonynak az oktatási anyag ilyen formában történő átadását. Később számos publikációban népszerűsítette (többek között a BBC támogatásával).

## Hatékonyságának lényege
Az emberi gondolkodás és a sikeres tanulás az asszociációkra épül. Az egyik dolog felidézi a másikat. Eredményesebb a tanulás, ha az új anyagot eddigi ismereteink rendszerébe illesztjük be.  Másrészt a verbális ismeretek képi megjelenítése egyszerre mozgósítja mindkét agyféltekét.
Tanulás során az aktív, személyes részvétel segíti a figyelem fenntartását, a tananyag önálló feldolgozása és saját gondolatainkra történő lefordítása még sikeresebbé teszi. Ugyanakkor 
jelentős szerepe van az új ismeret elemeiből a lényeg kiemelésének, csoportosításának, és térbeli helyük és kapcsolataik rögzítésének is. A gondolattérkép ezen módszereket ötvözi. 
E szabályszerűségeket felismerve számos egyéb tanulási módszer is született, többek között a PQ4R.
Ezen módszer különösen nagy segítségére szolgál a magas intellektusú, tanulási nehézségekkel küszködő, diszlexiásoknak.
Miután az ő agytevékenységük hangsúlyosabban érzelmi és intuitív kötődésű, a tananyag megjegyzését elősegíti az ábrák, színek, formák, struktúrák felvonultatása.

## Felépítése
1. A gondolattérkép tárgya központi helyen van
2. A fő témák a központból ágaznak ki
3. Az ágak csomópontokba majd a központba kapcsolódó szerkezetet formálnak
4. Különféle színek, kódok, kiemelések, dimenziók tehetik szemléletesebbé